# Mustafa Abdülhalik Renda
Mustafa Abdülhalik Renda (29 de novembre de 1881 – 1 d'octubre de 1957) fou un funcionari i polític turc otomà.

## Biografia
Abdülhalik Renda nasqué com a Mustafa Abdülhalik a Ioànnina, al vilayet de Janina de l'Imperi Otomà. De 1902 a 1918, va exercir en diversos pobles i ciutats de l'Imperi Otomà com a governador de districte i governador de província. El 1918, es va exiliar durant sis mesos a Malta. Després del seu retorn, va ser nomenat subsecretari del Ministeri d'Economia i després al Ministeri de l'Interior. Es va convertir en governador de Konya, abans de ser nomenat com a primer governador d'Esmirna després que les forces turques recapturessin la ciutat després de la retirada de les tropes gregues.
A partir de 1923, va ser diputat per Sivas durant cinc legislatures consecutivess. Mustafa Abdulhalik ocupà el càrrec de Ministre d'Hisenda i ministre de Defensa en diversos governs entre 1923-1935, i més tard, de 1946 a 1948. Després de la Llei de cognoms de 1934, que exigia que tots els ciutadans turcs adoptessin un cognom, va assumir el cognom "Renda". Va ser elegit president de la Gran Assemblea Nacional de Turquia l'1 de març de 1935, i va servir-hi fins al 5 d'agost de 1946. Fou President de Turquia en funcions durant un dia, després de la mort d'Atatürk al novembre de 1938.
Abdülhalik Renda va morir l'1 d'octubre del 1957 a Erenköy, districte de Kadıköy, Istanbul. Fou sebollit al Cementiri Cebeci Asri d'Ankara.

## Genocidi armeni
Durant el genocidi armeni, Abdülhalik Renda va ser el responsable de les deportacions i posterior assassinat dels armenis del vilayet de Bitlis. El 1916, Renda esdevingué governador d'Alep, on va tenir un paper decisiu en les deportacions d'armenis per a la seva mort a Deir al-Zor. Rossler, el cònsol alemany a Alep, va ser citat dient que Renda "treballa amb gran energia per a la destrucció dels armenis". El general Vehip Paixà, comandant del Tercer Exèrcit, va esmentar Renda en el seu testimoni davant la Comissió Mazhar, tot dient que es vantava d'haver cremat vives milers de persones vives a la província de Muş.